# Keith Knight (auteur)
Keith Knight (né le 24 août 1966 à Malden) est un auteur de bande dessinée et musicien afro-américain.
Parmi ses comic strips distribués dans les journaux figurent The K Chronicle (Harvey Award 2007), (Th)ink et The Knight Life (2008-). Il figure dans le groupe de hip-hop The Marginal Prophets.

## Prix
- 2007 : Prix Harvey du meilleur comic strip pour The K Chronicles

### Documentation
- (en) Keith Knight et Jim Borgman, « Conversation: Jim Borgman & Keith Knight », The Comics Journal, Fantagraphics Books, no 300,‎ novembre 2009, p. 200-219 (ISBN 978-1-60699-187-9, ISSN 0194-7869).
- (en) Sheena C. Howard, « Knight, Keith Edgar », dans Encyclopedia of Black Comics, Golden, Fulcrum Publishing, 2017 (ISBN 9781682751015), p. 143-146.